# Ткаченко, Николай Николаевич
Николай Николаевич Ткаченко (22 сентября 1974, Минеральные Воды, Ставропольский край, РСФСР, СССР) — российский футболист, полузащитник и нападающий.

## Карьера
Профессионально начал заниматься футболом в 1991 году. Одновременно играл в минераловодском «Локомотиве» и учился в Волгоградском институте физкультуры. В 1994—1996 годах играл в кисловодском «Олимпе», в 1997—1998 вновь выступал за «Локомотив». Перед сезоном-1999 Ткаченко был в приглашён в «Уралмаш», но получил травму и второй круг отыграл в астраханском клубе «Волгарь-Газпром». В 2000 году вернулся в «Локомотив», с которым вышел из КФК во второй дивизион. Сезон-2001 начал в клубе «Динамо» Ставрополь, а после пяти туров перешёл в белгородский «Салют-Энергию», где провёл два следующих сезона. После прихода в команду нового тренера был отдан в аренду в пятигорский «Машук-КМВ».
В конце 2003 года Ткаченко позвонил его приятель Сергей Шмокин, с 2001 года выступавший во вьетнамском клубе «Намдинь». Ткаченко подписал контракт с клубом и в 2004 году стал в его составе серебряным призёром чемпионата Вьетнама.
После возвращения в Россию играл с 2006 года за команды «Алнас» Альметьевск, «Волга» Ульяновск, «Машук-КМВ», «Локомотив-КМВ».